# Гузеєв Євген Федорович
Євген Федорович Гузеєв (рос. Евгений Фёдорович Гузеев) (20 жовтня 1951) — російський дипломат. Генеральний консул Російської Федерації у Львові (Україна) (2005—2011).

## Біографія
Народився 20 жовтня 1951 року. У 1978 році закінчив Московський державний інститут міжнародних відносин. Дипломатичну академію МЗС Росії (1992).
З 1978 року на дипломатичній роботі в Міністерстві іноземних справ СРСР, згодом Російської Федерації. Працював у посольстві в Непалі, Індії і Італії, а також в центральному апараті Міністерства на посадах від референта до заступника директора департаменту.
З лютого 2002 по квітень 2005 — представник Російської Федерації в Керівному комітеті Ради Європи з питань місцевої та регіональної демократії; керівник секретаріату делегації Російської Федерації в Конгресі місцевих і регіональних влад Європи.
З липня 2005 року — Генеральний консул Російської Федерації в українському місті Львів..
У грудні 2010 року заявив, що українську мову завезли в Західну Україну більшовики зі Сходу України:
5 січня 2011 Львівська обласна рада ухвалила рішення клопотати про позбавлення генерального консула Росії у Львові Євгена Гузєєва дипломатичного статусу й оголошення його персоною нон ґрата. За відповідне звернення до МЗС України на сесії облради проголосували 73 депутати з 120. Львівська облрада вважає, що Гузєєв у своїх висловлюваннях «фактично заперечував історичне існування української нації, української мови та церкви … що не сприяє порозумінню і налагодженню добросусідських відносин між обома народами».